# 아널드 테일러
아널드 테일러(Arnold Taylor, 1945년 7월 15일 ~ 1981년 11월 22일)는 남아프리카공화국의 전 권투 선수이다. 전 세계복싱협회(WBA) 밴텀급 챔피언이었지만, 홍수환에게 타이틀을 넘겨줬다.

## 생애
1967년 5월 20일 프로 데뷔. 1973년 11월 3일 WBA 밴텀급 챔피언. 1974년 7월 3일 남아프리카공화국 더반에서 열린 1차 방어전에서 홍수환에게 판정패. 1976년 11월 24일 마지막 경기. 1981년 11월 22일 오토바이 교통사고로 사망. 프로 통산 전적은 41승(17KO) 8패 1무.